# Зялай
Зяла́й (вьет. Gia Lai, тьы-ном 嘉萊) — провинция Вьетнама на плоскогорье Тэйнгуен. Административный центр провинции — город Плейку — находится в 1190 км от Ханоя и в 531 км от Хошимина.

## География

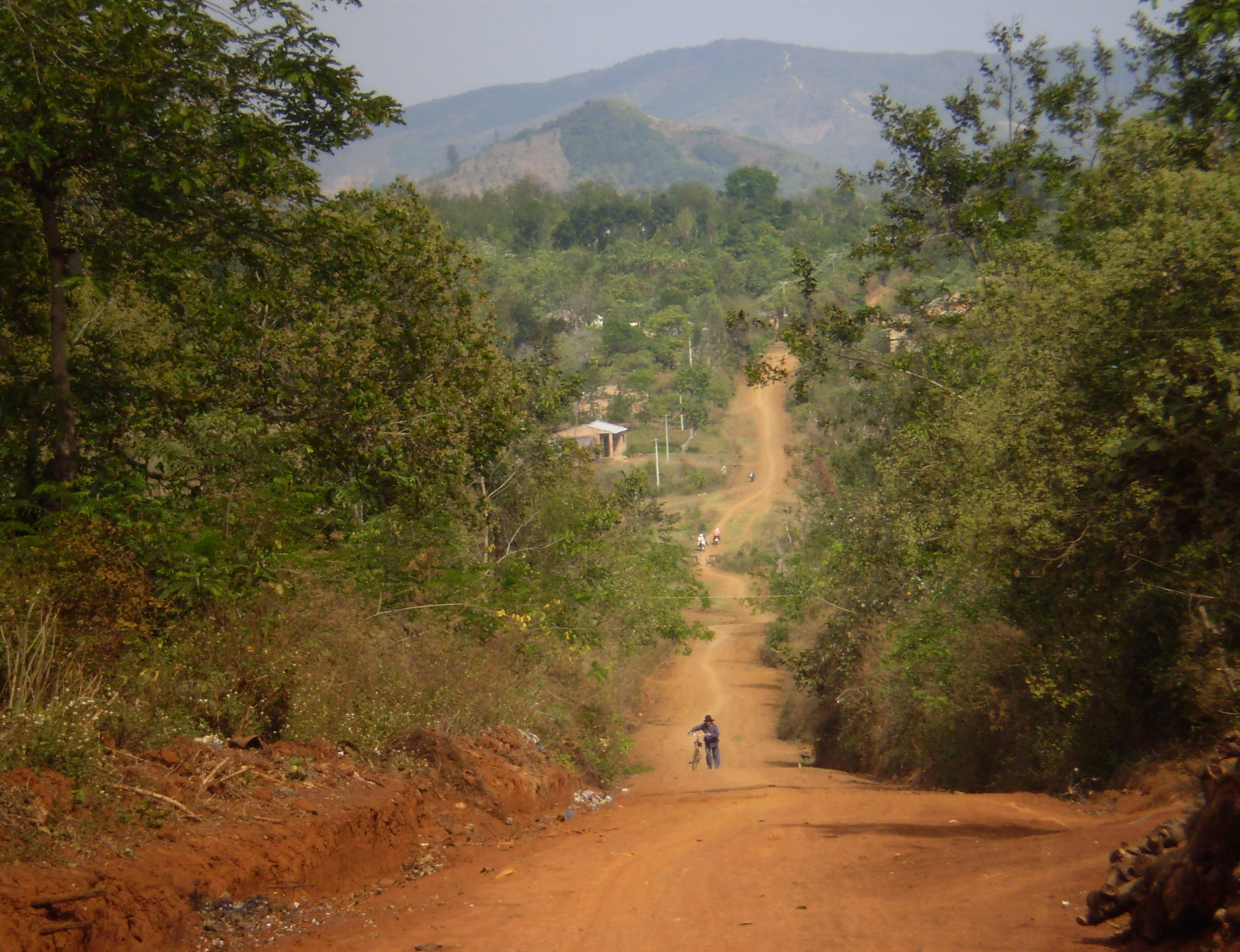
Пейзаж плоскогорья Тэйнгуен

Расположена на плато Плейку. Как и всё плоскогорье Тэйнгуен, провинция Зялай славится своими живописными видами природы. На севере граничит с провинцией Контум, на юге — с провинцией Даклак, на западе — с Камбоджей, на востоке — с провинциями Биньдинь и Фуйен. Одна из самых больших по площади провинций страны.

## Население
Население провинции на 2019 год — 1 513 847 человек. Помимо вьетов (53,8 %), в провинции проживает значительное количество национальных меньшинств, в основном зярай (30,4 %) и банар (12,5 %).

## Административное деление
Провинция Зялай подразделяется на:
- город провинциального подчинения Плейку
- город Анкхе
- город Аюнпа

и 14 уездов:
- Тьыпах (Chư Păh);
- Тьыпронг (Chư Prông);
- Тьыше (Chư Sê);
- Дакдоа (Đắk Đoa);
- Тьыпых (Chư Pưh);
- Футхьен (Phú Thiện);
- Мангъянг (Mang Yang);
- Кронгпа (Krông Pa);
- Конгтьро (Kông Chro);
- Кбанг (K’Bang);
- Иапа (Ia Pa);
- Иаграй (Ia Grai);
- Дыкко (Đức Cơ);
- Дакпо (Đak Pơ).

## Экономика
Основа экономики — добыча золота, выращивание кофе, чая и каучука.
Аэропорт находится в городе Плейку.

## Археология
Российские учёные из Института археологии и этнографии Сибирского отделения РАН обнаружили недалеко от города Анкхе орудия труда в слое, где находились тектиты, возраст которых составил ок. 750 тыс. до 1 млн лет. Учёные предполагают, что артефакты имеет возраст 800 тыс. лет до 1 млн. Происхождение культуры анкхе связано с развитием галечно-отщепной индустрии Homo erectus.